# 이프토피아
이프토피아는 다양한 문화예술 활동을 통해 대중의 문화 향유 기회를 확대하고 진취적인 문화의식 고취와 국민의 문화발전에 이바지함을 목적으로 만들어진 여성주의 문화기획 단체이다. 2003년 2월 17일 법인 허가를 받았다.

## 역사
페미니스트 저널 이프에서 문화기획에 대한 고민을 하던 끝에 독립적인 단체로 (사단법인) 문화세상 이프토피아가 탄생하게 되었다. 이프토피아(Iftopia)는 Infinite Feminist, I'm a Feminist의 약어인 이프(IF)와 이상향을 뜻하는 유토피아(Utopia)의 합성어이다. 이프토피아는 일상 속의 문화를 서로 소통하고 함께 하는 열린 문화기획 단체이다. 문화예술 활동의 실험정신, 대중참여적인 문화기획 및 활동을 위한 창의적 문화기획을 지향한다.

## 활동
- 다양한 장르의 문화활동을 통해 여성주의 문화기획의 대중화에 앞장선다.
- 진취적인 문화 의식과 대중 참여적인 문화 활동을 확산시키는 건강한 문화 기획 단체를 만들어 나간다.
- 전국적으로 문화적 네트워크를 조성하고 연대하며 「사람과 사람」이 만나고, 「문화와 문화」가 소통하는 활동의 장을 넓혀 나간다.
- 양성평등한 문화사업을 국내외 문화예술 교류 및 교육, 연수, 기행 프로그램 개발과 진행을 통해 펼쳐나간다.

### 사례
- <이프토피아>는 매년 <대한민국 여성축제>를 주최하는데, 이 축제는 2003년 호주제 폐지 운동을 하면서 시작되었다.[1][2]

- <결혼이주여성 사진전 꿈>은 2011년 12월 8일부터 13일까지 <이프토피아>와 <한국 여성사진가협회>가 손잡고 기획한 사진전으로서, 협회 회원 33명이 각각 한 명씩의 이주여성들을 모델로 사진작업한 결과물 50여 점을 전시한 행사였다.[3]

## 조직
- 대표이사

최인숙(여성문화 콘텐츠 기획자, 한국여성사진가 협회 이사)

## 같이 보기
- 여성문화예술기획